# Kapò
Kapò es una película italiana sobre el Holocausto, dirigida por Gillo Pontecorvo en 1959. Estuvo nominada a los Premios Óscar como mejor película extranjera. Fue una coproducción ítalo-francesa, filmada en Yugoslavia.

## Argumento
Edith (Susan Strasberg), de 14 años, y sus padres judíos son enviados a un campo de concentración, donde estos últimos son asesinados. Sofía (Didi Perego), una presa política, y un amable médico del campo salvan a Edith de un destino similar al brindarle una nueva identidad no judía: la de la recientemente fallecida Nichole Niepas.
Mientras pasa el tiempo, Edith se endurece con la vida brutal. Primero, vende su cuerpo a un guardia alemán a cambio de alimentos; luego traba amistad con otro guardia, Karl (Gianni Garko). La confraternización la ayuda a convertirse en una kapo (prisioneros a cargo de otros). Así, Edith prospera, mientras que la idealista Sofía se vuelve cada vez más débil.
Cuando se enamora de Sascha (Laurent Terzieff), un prisionero de guerra ruso, Edith es convencida para desempeñar un papel crucial en una fuga masiva al cortar la corriente eléctrica. La mayoría de los fugitivos son asesinados, pero algunos logran escapar. Edith no es uno de ellos. Mientras muere, le dice a su amigo guardia: «Nos arruinaron, Karl, nos arruinaron a ambos». Muere cantando la oración «Shemá Yisrael», afirmando su identidad judía.

## Elenco
- Susan Strasberg (1938-1999) como Edith, alias Nicole Niepas.
- Laurent Terzieff (1935-2010) como Sascha.
- Emmanuelle Riva (1927-2017) como Terese.
- Didi Perego (1937-1993) como Sofía.
- Gianni Garko (1935-) como Karl, el soldado alemán.
- Paola Pitágora (1941-)
- Annabella Besi
- Graziella Galvani
- Eleonora Bellinzaghi
- Bruno Scipioni
- Dragomir Felba o Felba Dragomir.
- Mira Dinulovic
- Semka Sokolovic-Bertok o Semca Sokolic.
- Dirjana Dojic
- Rastislav Jovic como prisionero

## Controversia
El cineasta italiano Gillo Pontecorvo se ganó el «profundo desprecio» del cineasta francés Jacques Rivette en un artículo publicado en la revista Cahiers du cinéma hace casi 50 años por una toma demasiado insistente en la película Kapò (1959). La toma era de la mano levantada de la actriz Emmanuelle Riva, cuando su personaje, Terese, se electrocuta en el alambre de púas del campo de concentración del que trataba de escapar. Esta crítica se cernió sobre Pontecorvo hasta el día de su muerte. Fue condenado al ostracismo, casi maldito, por una sola toma, sólo una.
Bernard-Henri Lévy, en «El revisionismo nazi de Hollywood», artículo del Wall Street Journal.

Lévy contrasta esta reacción contra una toma con la estridente explotación de la historia nazi en Malditos bastardos (2009) y Shutter Island (2010).